# Флаг сельского поселения Новохаритоновское
Флаг сельского поселения Новохарито́новское — официальный символ муниципального образования сельское поселение Новохаритоновское Раменского муниципального района Московской области Российской Федерации.
Флаг утверждён 12 февраля 2009 года и внесён в Государственный геральдический регистр Российской Федерации с присвоением регистрационного номера 4708.
Флаг составлен на основе герба сельского поселения Новохаритоновское по правилам и соответствующим традициям вексиллологии и отражает исторические, культурные, социально-экономические, национальные и иные местные традиции.

## Описание
«Прямоугольное белое полотнище с отношением ширины к длине 2:3, воспроизводящее смещённые к свободному краю фигуры из герба поселения: руку, закованную в голубые доспехи, держащую ветку розы с зелёными листьями и красными бутонами и цветком».

## Обоснование символики
Центром поселения Новохаритоновское с середины XX века является посёлок Электроизолятор, который был создан для проживания в нём рабочих градообразующего предприятия поселения завод «Электроизолятор» по производству высоковольтных изоляторов. В настоящее время на территории поселения действует несколько предприятий по выпуску фарфоровой спецтехники: Шевлягинский завод и др. Рука, защищённая латами, является символом этих предприятий.
Роза со всеми стадиями развития цветка — символизирует этапы жизни жителей поселения, от детства (бутон) через юность (полураспустившийся цветок), до зрелого возраста. Все эти этапы наглядно проявляются в деле непрерывного образования жителей поселения, начиная с детского сада, через школу, к институту. На территории поселения расположен Гжельский государственный художественно-промышленный институт.
Белый цвет (серебро) — символ чистоты, ясности, открытости, божественной мудрости, примирения.
Голубой цвет (лазурь) — символ возвышенных устремлений, искренности, преданности, возрождения.
Красный цвет — символ труда, мужества, жизнеутверждающей силы, красоты и праздника.
Зелёный цвет символизирует весну, здоровье, природу, надежду.